# Juan Carlos Ramírez (futbolista)
Juan Carlos Ramírez (Medellín, 22 de marzo de 1972) es un exfutbolista y entrenador colombiano. Jugaba de mediocampista y se consagró campeón de la Copa América 2001 con la Selección Colombia. Actualmente no dirige a ningún club.

## Trayectoria como jugador

### Clubes
En 1993 hizo su debut en la Copa Mustang con el Envigado; en 1997 se va a Independiente Medellín, donde jugó durante dos temporadas. En 1999 se trasladó al Junior de Barranquilla, con el que juega 85 partidos de la liga. En 2002 pasa a Atlético Nacional de Medellín, donde jugó hasta 2004. Después de la experiencia en Independiente Santa Fe, de vuelta a Nacional de Medellín.

### Selección Colombia
Jugó 29 partidos con la Selección Colombia, hizo parte de dos Copas América, jugó en las ediciones de 1999 realizada en Paraguay, y la del 2001 realizada en Colombia, con el cual fue campeón. También participó en dos eliminatorias al mundial, en las Eliminatorias al Mundial de Corea-Japón 2002 y en las Eliminatorias al Mundial de Alemania 2006. También participó en una Copa Oro de la Concacaf, en el 2005.

### Participaciones en Copa de Oro Concacaf
| Copa                | Sede           | Resultado   | Part. | Goles |
| ------------------- | -------------- | ----------- | ----- | ----- |
| Copa de Oro de 2005 | Estados Unidos | Semifinales | 4     | 0     |

### Participaciones en Copa América
| Copa              | Sede     | Resultado        | Part. | Goles |
| ----------------- | -------- | ---------------- | ----- | ----- |
| Copa América 1999 | Paraguay | Cuartos de final | 3     | 0     |
| Copa América 2001 | Colombia | Campeón          | 6     | 0     |

### Participaciones en Eliminatorias al Mundial
| Eliminatorias                 | País                  | Resultado | Part. | Goles |
| ----------------------------- | --------------------- | --------- | ----- | ----- |
| Eliminatorias Mundial de 2002 | Corea del Sur y Japón | Eliminado | 2     | 0     |
| Eliminatorias Mundial de 2006 | Alemania              | Eliminado | 4     | 0     |

## Como director técnico

### Inicios
Como entrenador comenzó dirigiendo entre el 22 de agosto de 2018 y el 22 de septiembre de 2018 al Envigado FC en partidos de la Copa Colombia y la Primera A, sin mayor trascendencia.
Posteriormente desde 2019 y hasta enero de 2022 es entrenador de la Selección de fútbol de Antioquia en todas sus categorías.

### Selección Colombia Sub-15 y Sub-17
Para febrero de 2022 es confirmado como nuevo entrenador de la Selección Colombia Sub-15.
En agosto de 2022 se convierte en el DT del combinado Sub-17. Ocuparia el cargo hasta noviembre de 2024.

## Estadísticas como jugador

### Clubes
| Club                              | Div.                | Temporada           | Liga  | Liga  | Copas | Copas | Internacional | Internacional | Total | Total |
| Club                              | Div.                | Temporada           | Part. | Goles | Part. | Goles | Part.         | Goles         | Part. | Goles |
| --------------------------------- | ------------------- | ------------------- | ----- | ----- | ----- | ----- | ------------- | ------------- | ----- | ----- |
| Envigado F. C. · Colombia         | 1.ª                 | 1993                | 43    | 1     | -     | -     | -             | -             | 43    | 1     |
| Envigado F. C. · Colombia         | 1.ª                 | 1994                | 29    | 0     | -     | -     | -             | -             | 29    | 0     |
| Envigado F. C. · Colombia         | 1.ª                 | N-1995              | 18    | 0     | -     | -     | -             | -             | 18    | 0     |
| Envigado F. C. · Colombia         | 1.ª                 | 1995/96             | 116   | 0     | -     | -     | -             | -             | 116   | 0     |
| Envigado F. C. · Colombia         | 1.ª                 | 1996/97             | 116   | 0     | -     | -     | -             | -             | 116   | 0     |
| Independiente Medellín · Colombia | 1.ª                 | 1998                | 53    | 2     | -     | -     | -             | -             | 53    | 2     |
| Independiente Medellín · Colombia | 1.ª                 | 1999                | 19    | 0     | -     | -     | -             | -             | 19    | 0     |
| Independiente Medellín · Colombia | Total club          | Total club          | 72    | 2     | 0     | 0     | 0             | 0             | 72    | 0     |
| Junior · Colombia                 | 1.ª                 | 1999                | 39    | 2     | -     | -     | -             | -             | 39    | 2     |
| Junior · Colombia                 | 1.ª                 | 2000                | 43    | 1     | -     | -     | 5             | 0             | 48    | 1     |
| Junior · Colombia                 | 1.ª                 | 2001                | 33    | 2     | -     | -     | 8             | 0             | 41    | 2     |
| Junior · Colombia                 | Total club          | Total club          | 115   | 5     | 0     | 0     | 13            | 0             | 128   | 5     |
| Atlético Nacional · Colombia      | 1.ª                 | 2002                | 51    | 1     | -     | -     | 7             | 0             | 58    | 1     |
| Atlético Nacional · Colombia      | 1.ª                 | 2003                | 38    | 0     | -     | -     | 7             | 0             | 45    | 0     |
| Atlético Nacional · Colombia      | 1.ª                 | 2004                | 32    | 1     | -     | -     | -             | -             | 32    | 1     |
| Santa Fe · Colombia               | 1.ª                 | 2005                | 45    | 2     | -     | -     | -             | -             | 45    | 2     |
| Santa Fe · Colombia               | 1.ª                 | 2006                | 19    | 0     | -     | -     | 8             | 0             | 27    | 0     |
| Santa Fe · Colombia               | 1.ª                 | 2007                | 22    | 0     | -     | -     | -             | -             | 22    | 0     |
| Santa Fe · Colombia               | Total club          | Total club          | 86    | 2     | 0     | 0     | 8             | 0             | 94    | 2     |
| Atlético Nacional · Colombia      | 1.ª                 | 2008                | 3     | 0     | -     | -     | 1             | 0             | 4     | 0     |
| Atlético Nacional · Colombia      | Total club          | Total club          | 121   | 2     | 0     | 0     | 14            | 0             | 135   | 2     |
| Deportes Tolima · Colombia        | 1.ª                 | 2008                | 20    | 1     | -     | -     | -             | -             | 20    | 1     |
| Deportes Tolima · Colombia        | 1.ª                 | 2009                | 39    | 2     | -     | -     | -             | -             | 39    | 2     |
| Deportes Tolima · Colombia        | Total club          | Total club          | 59    | 3     | 0     | 0     | 0             | 0             | 59    | 3     |
| Envigado F. C. · Colombia         | 1.ª                 | 2010                | 25    | 1     | -     | -     | -             | -             | 25    | 1     |
| Envigado F. C. · Colombia         | 1.ª                 | 2011                | 6     | 0     | 7     | 0     | -             | -             | 13    | 0     |
| Envigado F. C. · Colombia         | Total club          | Total club          | 237   | 2     | 7     | 0     | 0             | 0             | 244   | 2     |
| Total en su carrera               | Total en su carrera | Total en su carrera | 690   | 16    | 7     | 0     | 36            | 0             | 733   | 16    |

### Selección[8]
| Mayores · Colombia                                                                                                  | 1999                       | 4  | 0 | 4  | 0 | — | — | 8  | 0 |
| Mayores · Colombia                                                                                                  | 2001                       | —  | — | 8  | 0 | — | — | 8  | 0 |
| Mayores · Colombia                                                                                                  | 2002                       | 2  | 0 | —  | — | — | — | 2  | 0 |
| Mayores · Colombia                                                                                                  | 2004                       | 1  | 0 | 2  | 0 | — | — | 3  | 0 |
| Mayores · Colombia                                                                                                  | 2005                       | 4  | 0 | 5  | 0 | — | — | 9  | 0 |
| Mayores · Colombia                                                                                                  | Total                      | 11 | 0 | 19 | 0 | 0 | 0 | 30 | 0 |
| Total Selecciones Colombia                                                                                          | Total Selecciones Colombia | 11 | 0 | 19 | 0 | 0 | 0 | 30 | 0 |
| (1) Incluye los partidos de: Eliminatorias Mundialistas (2002-2006), Copa de Oro (2005) y Copa América (1999-2001). |                            |    |   |    |   |   |   |    |   |

## Estadísticas como entrenador

### Clubes
| Envigado FC · Colombia | 1ª              | 2018            | 5 | 2 | 0 | 3 | 3 | 0 | 2 | 1 | - | - | - | - | 8 | 2 | 2 | 4 | 33.33% | 7 | 10 | -3 |
| Envigado FC · Colombia | Total           | Total           | 5 | 2 | 0 | 3 | 3 | 0 | 2 | 1 | 0 | 0 | 0 | 0 | 8 | 2 | 2 | 4 | 40.74% | 7 | 10 | -3 |
| Total en clubes        | Total en clubes | Total en clubes | 5 | 2 | 0 | 3 | 3 | 0 | 2 | 1 | 0 | 0 | 0 | 0 | 8 | 2 | 2 | 4 | 40.74% | 7 | 10 | -3 |
| 1. 2.                  |                 |                 |   |   |   |   |   |   |   |   |   |   |   |   |   |   |   |   |        |   |    |    |

#### Selecciones
| Colombia Sub-15      | 2022                 | 4                    | 1 | 0 | 3 | - | - | - | - | - | - | -  | - | - | 4 | 1  | 0 | 3 | 25%    | 4      | 4  | 0  |    |
| Colombia Sub-15      | Total                | Total                | 4 | 1 | 0 | 3 | - | - | - | - | - | -  | - | - | - | 4  | 1 | 0 | 3      | 25%    | 4  | 4  | 0  |
| Colombia Sub-17      | 2022                 | -                    | - | - | - | - | - | - | - | - | 7 | 2  | 4 | 1 | 7 | 2  | 4 | 1 | 47.62% | 9      | 7  | 2  |    |
| Colombia Sub-17      | 2023                 | 4                    | 0 | 1 | 3 | - | - | - | - | - | 2 | 0  | 2 | 0 | 6 | 0  | 3 | 3 | 50%    | 2      | 10 | -8 |    |
| Colombia Sub-17      | 2024                 | -                    | - | - | - | - | - | - | - | - | 4 | 2  | 2 | 0 | 4 | 2  | 2 | 0 | 66.67% | 6      | 5  | 1  |    |
| Colombia Sub-17      | Total                | Total                | 4 | 0 | 1 | 3 | - | - | - | - | - | 13 | 4 | 8 | 1 | 17 | 4 | 9 | 4      | 46.03% | 17 | 22 | -5 |
| Total en selecciones | Total en selecciones | Total en selecciones | 8 | 1 | 1 | 6 | 0 | 0 | 0 | 0 | - | 13 | 4 | 8 | 1 | 21 | 5 | 9 | 7      | 40.74% | 21 | 26 | -5 |

## Palmarés como jugador

### Copas internacionales
| Título       | Equipo             | País     | Año  |
| ------------ | ------------------ | -------- | ---- |
| Copa América | Selección Colombia | Colombia | 2001 |